# バッベン・エンゲル＝デイモン
バッベン・エンゲル＝デイモン（Babben Enger-Damon、1939年9月19日 - ）は、ノルウェー、オスロ出身の元クロスカントリースキー・スキー・オリエンテーリング選手。1960年代に国際大会で活躍した。
夫はアメリカ合衆国のクロスカントリースキー・バイアスロンオリンピック代表だったラリー・デイモン。

## プロフィール
バッベン・エンゲルは1962年のスキー・オリエンテーリングヨーロッパ選手権に出場、リレー種目で2位となった。1962年と1963年にクロスカントリースキーノルウェー選手権10kmで2連覇。
1964年のインスブルックオリンピックでは5km18位、10km31位。1968年グルノーブルオリンピックでは5km21位、10km8位、リレーではインゲル・アフレス、ベリト・メルドレとともに金メダルを獲得した。